# Singapore Airlines Cargo
Singapore Airlines Cargo – SIA Cargo – Singapurskie Frachtowe Linie Lotnicze, wchodzące w skład holdingu Singapore Airlines Group. Główną bazą i siedzibą przewoźnika jest singapurski Port lotniczy Changi. 
Linie SIA Cargo oferują międzynarodowe usługi logistyczne, przy pomocy swojej floty 7. samolotów szerokokadłubowych, wyłącznie typu Boeing 747-400 (w wersji frachtowej), jak również zarządzają powierzchniami towarowymi (cargo) w samolotach pasażerskich Singapore Airlines. 
Od 2018 roku przewoźnik SIA Cargo posiada certyfikat CEIV Pharma (Centre of Excellence Independent Validators Pharma IATA), potwierdzającego kompetencje przewoźnika w zakresie najwyższych możliwych standardów umiejętności przewożenia farmaceutyków, zgodnie z warunkami Międzynarodowego Zrzeszenia Przewoźników Powietrznych IATA oraz w zakresie obsługi specjalistycznych produktów farmaceutycznych w ramach specjalnej usługi-protokołu THRUCOOL. 
Przewoźnik singapurski posiada również udziały we frachtowych towarzystwach lotniczych: Great Wall Airlines (25%) oraz China Cargo Airlines (16%).
Od 2000 roku linie Singapore Airlines Cargo razem z SAS Cargo Group tworzą sojusz linii lotniczych cargo - WOW Alliance.

## Historia SIA Cargo
W lipcu 1992 Singapurskie Linie Lotnicze Singapore Airlines utworzyły w ramach swojej struktury dział przewozów towarowych - Singapore Airlines Cargo - SIA Cargo, w celu efektywnego zarządzania i wykorzystania powierzchni towarowych w eksploatowanych samolotach oraz poszerzenia i uzupełnienia swojej oferty handlowej.
W 2001 roku dział SIA Cargo został wydzielony jako odrębna spółka zależna w ramach Grupy Singapore Airlines i przejął w leasing wszystkie samoloty w wersji towarowej (cargo), należące do spółki macierzystej (Singapore Airlines).
W tym samym roku, 1 października 2001 roku linie SIA Cargo dołączyły do sojuszu WOW Alliance, którego członkami były wówczas SAS Cargo Group, JAL Cargo (do 2010 r.) oraz Lufthansa Cargo (do 2009 r.).
W 2018 roku linie SIA Cargo uzyskały Certyfikat IATA CEIV Pharma potwierdzający, że singapurski przewoźnik spełnia  wszystkie, ściśle określone warunki w trakcie całego przewozu transportowego - bardzo cenne produkty farmaceutyczne najczęściej musza być transportowane w odpowiednich zakresach temperatur, które linie SIA Cargo zapewniają na całej trasie przelotu i przewozu; bardzo ważny jest również szybki czas przewozu oraz rzetelność i efektywność w zakresie przygotowywania, obsługi oraz procedowania dokumentów dla tego typu przesyłek.
Od 31 października 2001 linie Singapore Airlines Cargo eksploatują 2. trasy towarowe dookoła świata na połączeniach: 
- Singapur - Hongkong - Dallas - Chicago - Bruksela - Szardża - Singapur

oraz 
- Singapur - Hongkong - Dallas - Chicago - Bruksela - Bombaj - Singapur.

## Flota SIA Cargo
Flota linii Singapore Airlines Cargo wg stanu na 1 października 2020 roku:
| Typ/Model samolotu | Liczba | Zamówione | Znaki rejestracyjne       |
| ------------------ | ------ | --------- | ------------------------- |
| Boeing 747-400F    | 7      | 0         | 9V -SFI, -SFK, -SFM, -SFQ |
| Razem:             | 7      | 0         |                           |